# Andy Kim
Andy Kim geboren als Andrew Youakim, (Montreal, 5 december 1946) is een Canadese zanger en componist. Hij groeide op in Montreal, Quebec. Hij staat bekend om zijn hits die hij eind jaren 1960 en 1970 uitbracht: de internationale hit Baby, I Love You in 1969 en Rock Me Gently, die in 1974 bovenaan de Amerikaanse hitlijsten stond. Hij schreef mee aan Sugar, Sugar in 1968 en zong op de opname als onderdeel van The Archies, het was #1 gedurende vier weken en was «Record of the Year» voor 1969.
Hij heeft opgenomen onder de artiestennaam Baron Longfellow sinds 1978 of net als Longfellow in de vroege jaren 1990. Hij blijft optreden onder zijn oorspronkelijke opnamenaam Andy Kim.

## Carrière
Kim werd geboren als  derde van vier zonen van Libanese immigranten. In zijn tienerjaren verhuisde hij naar het Brill Building in New York om een carrière in de muziek na te streven. Hij nam op als Andy Kim, waarbij hij de andere achternaam gebruikte als een manier om zijn Libanese etniciteit te verdoezelen, hoewel hij bij zijn vroegste publicaties de naam Youakim in de schrijfcredits gebruikte.
In 1968, na kleine opnamesuccessen in de voorgaande jaren, bracht Kim de single How'd We Ever Get This Way? uit bij Steed Records. Het miste net de Amerikaanse Top 20 en bereikte de 21e plaats. Hij schreef ook samen met Jeff Barry Sugar, Sugar, een hit voor The Archies, die nummer 1 bereikte in de Amerikaanse Billboard Hot 100 en uiteindelijk het RIAA-record van het jaar werd. Kim en Barry schreven meer liedjes voor The Archies en ook voor het album Changes van The Monkees in 1970, dat Barry produceerde.
In 1969 had Kim de twee hitsingles Rainbow Ride, die de Amerikaanse Top 50 haalde, en Baby, I Love You, die nummer 9 in de Verenigde Staten en nummer 1 in Canada bereikte. Eveneens in 1969 nam hij Good Together op. Het was zo populair in Canada dat het hem in 1970 een Gold Leaf (Juno) Award opleverde als «Best Male Vocalist» van zijn land. Baby, I Love You verkocht meer dan een miljoen exemplaren en werd in oktober 1969 bekroond met een gouden schijf door de RIAA.
In de daaropvolgende jaren nam Kim een paar kleine hits op, waaronder Be My Baby en It's Your Life (in 1970) en toerde hij uitgebreid door Noord-Amerika. In het voorjaar van 1974 bracht hij het zelfgeschreven Rock Me Gently uit, dat naar nummer 1 ging in de Billboard Hot 100 en naar nummer 2 in de UK Singles Chart. Rock Me Gently verkocht wereldwijd drie miljoen exemplaren, waarmee Kim zijn tweede gouden schijf verdiende.
Kim deinsde ervoor terug om jarenlang te toeren, toen hij bij Steed Records werkte. Naar eigen zeggen heeft hij in zijn muziek een persoon gecreëerd in de trant van een witblonde surfer en dat fans geschokt waren toen ze zijn donkere huidskleur en uiterlijk zagen. Ook had hij zijn stem op zijn eerdere platen veranderd om jonger te klinken.
In 1976 veranderde Kim de spelling van zijn pseudoniem in Andy Kimm en bracht in 1976 en 1977 een paar singles uit onder die naam bij zijn eigen Ice Records. Kort daarna nam hij de artiestennaam Baron Longfellow aan en bracht in 1978 de eerste single Shady Hollow Dreamer uit onder die naam. Het werd in 1980 gevolgd door het naamloze album Baron Longfellow met de hitsingle Amour en, ook onder hetzelfde pseudoniem, het in 1984 uitgebrachte Prisoner by Design. Beide albums hadden een matig succes. In 1991 ging Kim opnieuw als Longfellow en nam de single Powerdrive op, die radio-airplay kreeg bij verschillende radiostations in heel Canada.
In 1995 speelde Kim op het Kumbaya Festival, waar ook de Barenaked Ladies optraden. Bijna tien jaar later overtuigde Ed Robertson van de band Kim om met pensioen te gaan. Robertson schreef samen met hem het nummer I Forgot to Mention en bood aan het nummer te produceren. De single werd uitgebracht op een 5-track ep in 2004, met een heropname van Powerdrive inbegrepen.
In maart 2005 ontving Kim de jaarlijkse Indie Award voor «Favorite Solo Artist» tijdens de Canadian Music Week. De videoclip voor Love Is..., uitgebracht in de zomer van 2005, bereikte nummer 1 op Bravo.ca. In 2005 schreef hij samen met Ron Sexsmith What Ever Happened to Christmas. In datzelfde jaar vestigde hij de Andy Kim Christmas Show, een live concert in de Mod Club in Toronto, waarbij een verscheidenheid aan artiesten werd uitgenodigd om voornamelijk kerstmuziek uit te voeren. De band van Kim fungeerde als huisband voor de artiesten, die hun tijd voor de show schonken. De opbrengst ging naar de CHUM/CITY Christmas Wish. De show herhaalde zich in 2006, met een vergelijkbare bezetting. De opbrengst van de show ging naar de Children's Aid Foundation en de bewerkte show werd uitgezonden op Mix 99,9 op kerstavond en -dag. De kerstshow van Andy Kim werd een jaarlijkse traditie. De jaarlijkse show vond plaats in de Mod Club of Phoenix Concert Theatre in Toronto, waarbij de opbrengst van de avond elk jaar aan een ander goed doel voor kinderen werd geschonken.
Meer recentelijk is Kims muziek opnieuw in de openbaarheid gekomen, aangezien Rock Me Gently een beetje werd versneld en door Jeep werd gebruikt voor hun Jeep Liberty-commercial (Pouring In). Zijn naam is te zien op het radioscherm aan het begin van de commercial.
In 2009 werd Kim opgenomen in de Hit Parade Hall of Fame.
In 2011 bracht E1 Music Canada Happen Again uit, het eerste album van Kim sinds 2004.
In 2014 werkte hij samen met Kevin Drew aan het album It's Decided, uitgebracht op 24 februari 2015 bij Arts & Crafts.
Op 23 juli 2018 werd Andy Kim opgenomen op de lijst van inductees van de Canada Walk of Fame.
Hij is getrouwd met Sandra Jo Drummond, een voormalige schoondochter van Bing Crosby.

## Discografie

### Albums
| Jaar | Album                      | Billboard 200 | Platenlabel       |
| ---- | -------------------------- | ------------- | ----------------- |
| 1968 | How'd We Ever Get This Way | -             | Steed Records     |
| 1969 | Rainbow Ride               | -             | Steed Records     |
| 1969 | Baby I Love You            | 82            | Steed Records     |
| 1973 | Andy Kim (Uni)             | -             | Uni Records       |
| 1974 | Andy Kim (Capitol)         | 21            | Capitol Records   |
| 1980 | Baron Longfellow           | -             | ICE Records       |
| 1984 | Prisoner By Design         | -             | ICE Records       |
| 2004 | I Forgot to Mention        | -             | Iceworks Records  |
| 2011 | Happen Again               | -             | Angel Air Records |
| 2015 | It's Decided               | -             | Arts & Crafts     |

### Compilaties
| Jaar | Album                             | Billboard 200 | Platenlabel                |
| ---- | --------------------------------- | ------------- | -------------------------- |
| 1974 | Andy Kim's Greatest Hits          | 190           | Dunhill Records            |
| 1994 | Reflections: The Best of Andy Kim | -             | Common Folk Records        |
| 1996 | Baby I Love You: Greatest Hits    | -             | EMI ELECTROLA GmbH Records |

### Singles
| Jaar | Titel                            | Hoogst bereikte positie | Hoogst bereikte positie | Hoogst bereikte positie | Hoogst bereikte positie | Hoogst bereikte positie | Hoogst bereikte positie | Platenlabel              | B-kant                    | Album                      |
| Jaar | Titel                            | VS                      | AC                      | D                       | CAN                     | AUS                     | VK                      | Platenlabel              | B-kant                    | Album                      |
| ---- | -------------------------------- | ----------------------- | ----------------------- | ----------------------- | ----------------------- | ----------------------- | ----------------------- | ------------------------ | ------------------------- | -------------------------- |
| 1963 | I Loved You Once                 | —                       | —                       | —                       | —                       | —                       | —                       | United Artists Records   |                           |                            |
| 1964 | Give Me Your Love                | —                       | —                       | —                       | —                       | —                       | —                       | TCF Hall Records         |                           |                            |
| 1965 | I Hear You Say (I Love You Baby) | —                       | —                       | —                       | —                       | —                       | —                       | Red Bird Records         | Falling in Love           |                            |
| 1968 | That Girl                        | —                       | —                       | —                       | —                       | —                       | —                       | 20th Century Fox Records |                           |                            |
| 1968 | How'd We Ever Get This Way?      | 21                      | —                       | —                       | 9                       | 64                      | —                       | Steed Records            | Are You Ever Coming Home? | How'd We Ever Get This Way |
| 1968 | Shoot 'Em Up Baby                | 31                      | —                       | —                       | 29                      | 96                      | —                       | Steed Records            | Ordinary Kind of Girl     | How'd We Ever Get This Way |
| 1968 | Rainbow Ride                     | 49                      | —                       | —                       | 43                      | —                       | —                       | Steed Records            | Resurrection              | Rainbow Ride               |
| 1969 | I Hear You Say (I Love You Baby) | —                       | —                       | —                       | —                       | —                       | —                       | Cottique Records         |                           |                            |
| 1969 | Tricia Tell Your Daddy           | 110                     | —                       | —                       | —                       | —                       | —                       | Steed Records            | Foundation of My Soul     |                            |
| 1969 | Baby, I Love You                 | 9                       | 31                      | —                       | 1                       | 15                      | —                       | Steed Records            | Gee Girl                  | Baby I Love You            |
| 1969 | So Good Together                 | 36                      | —                       | 37                      | 15                      | 38                      | —                       | Steed Records            | I Got to Know             | Baby I Love You            |
| 1970 | A Friend in the City             | 90                      | —                       | —                       | 19                      |                         | —                       | Steed Records            | You                       |                            |
| 1970 | It's Your Life                   | 85                      | —                       | —                       | —                       | —                       | —                       | Steed Records            | To Be Continued           |                            |
| 1970 | Be My Baby                       | 17                      | 24                      | 24                      | 6                       | 36                      | —                       | Steed Records            | Love That Little Woman    |                            |
| 1971 | I Wish I Were                    | 62                      | 40                      | —                       | —                       | —                       | —                       | Steed Records            | Walkin' My La De Da       |                            |
| 1971 | I Been Moved                     | 97                      | —                       | —                       | 39                      | —                       | —                       | Steed Records            | If I Had You Here         |                            |
| 1972 | Love The Poor Boy                | —                       | —                       | —                       | 71                      | —                       | —                       | Uni Records              | A Love Song               |                            |
| 1972 | Who Has The Answers?             | 111                     | —                       | —                       | —                       | —                       | —                       | Uni Records              | Shady Hollow Dreamer      | Andy Kim                   |
| 1972 | Oh What a Day                    | —                       | —                       | —                       | —                       | —                       | —                       | Uni Records              | Sunshine                  | Andy Kim                   |
| 1974 | Rock Me Gently                   | 1                       | 40                      | 33                      | 1                       | 31                      | 2                       | Capitol Records          | Rock Me Gently Part II    | Andy Kim (Capitol)         |
| 1974 | Fire, Baby I'm on Fire           | 28                      | —                       | —                       | 15                      | —                       | —                       | Capitol Records          | Here Comes The Mornin'    | Andy Kim (Capitol)         |
| 1975 | The Essence of Joan              | —                       | —                       | —                       | —                       | —                       | —                       | Capitol Records          | Rock Me Gently Part II    |                            |
| 1975 | Mary Ann                         | —                       | —                       | —                       | —                       | —                       | —                       | Capitol Records          | You Are My Everything     |                            |
| 1976 | Oh, Pretty Woman                 | —                       | —                       | —                       | —                       | —                       | —                       | Capitol Records          |                           |                            |
| 1991 | Powerdrive                       | —                       | —                       | —                       | —                       | —                       | —                       |                          |                           |                            |
| 2004 | I Forgot To Mention              | —                       | —                       | —                       | 10                      | —                       | —                       | Iceworks Records         |                           | I Forgot to Mention        |
| 2010 | Happen Again                     | —                       | —                       | —                       | —                       | —                       | —                       | Angel Air Records        |                           | Happen Again               |
| 2015 | Longest Time                     | —                       | —                       | —                       | —                       | —                       | —                       | Arts & Crafts            |                           | It's decided               |

### NPO Radio 2 Top 2000
| Nummer met noteringen in de NPO Radio 2 Top 2000 | '00  | '01  | '02  | '03  | '04  |
| ------------------------------------------------ | ---- | ---- | ---- | ---- | ---- |
| Baby, I Love You                                 | 1416 | 1605 | 1826 | 1747 | 1709 |

1. ↑  Een vetgedrukt getal geeft de hoogste notering aan.
2. ↑  2000 was het eerste jaar met een notering voor dit nummer.
3. ↑  Deze tabel is bijgewerkt tot en met de laatste editie (2024).

- Gemeinsame Normdatei: 134426258
- International Standard Name Identifier: 0000 0001 0264 2443
- Library of Congress Control Number: n92088280
- MusicBrainz: a6d3a1bf-ee78-4a6d-96b3-1bd9769128c4
- Nationale Bibliotheek van Tsjechië: xx0043849
- Virtual International Authority File: 264099262
- WorldCat: E39PCjwJVQTfwb4mvmc6tFmrv3